# Građanski rat u Siriji
Građanski rat u Siriji je naziv za oružani sukob koji se od proljeća 2011. godine vodi u Siriji, uglavnom između vlade predsjednika Bašara al-Asada (smijenjen 2024.) i opozicijskih pobunjenika. 
Izbio je 15. ožujka 2011. godine kao serija prosvjeda nadahnutih arapskim proljećem, odnosno prosvjedima opozicije koji su doveli do smjene vlasti u Tunisu, Libiji i Egiptu. Nastojanje sirijskih vlasti da prosvjede uguše uz pomoć vojske je dovelo do eskalacije nasilja, a skupina prosvjednika se od ljeta 2011. godine naoružala i organizirala u Slobodnu sirijsku vojsku koja protiv vlade vodi gerilski rat. Daljnoj eskalaciji sukoba pridonijele su regionalne sile Saudijska Arabija, Izrael, Turska i Iran vodeći borbu za utjecaj i interesne sfere u regiji. Nakon američke invazije na Irak i rušenja Saddama Husseina među vehabijskim kraljevstvima u Zaljevu predvođenim Saudijskom Arabijom javlja se stara bojazan od širenja iranskog utjecaja u ovoj regiji. Pojas od Teherana preko Bagdada, Damaska i Beiruta, uz postizanje nuklearnog sporazuma kojim će Iranu biti skinute sankcije i odmrznuta imovina, u očima tih kraljevstava označavao je početak uspostave iranske hegemonije na Bliskom Istoku na koju pod svaku cijenu valja reagirati. Glavna strategija saudijskog djelovanja u arapskom svijetu ide preko sektaškog (šijitskog i sunitskog) identiteta te slabljenja nacionalnih država. Sve pobunjeničke, odnosno terorističke, skupine, uključujući Slobodnu sirijsku vojsku te njoj srodnu Al Nusru pa čak i ISIL, u koji su prebjegli mnogi pripadnici Slobodne sirijske vojske, dobivaju ili su dobivali ekstenzivnu financijsku, vojnu i obavještajnu pomoć od Saudijske Arabije,Turske, Katara, SAD-a, Velike Britanije, Francuske,  i UAE-a. S druge strane, sirijska vlada predvođena Bašarom al-Assadom, koji je na izborima 2014. godine, uz bojkot opozicijskih stranaka, osvojio novi mandat, dobila je znatnu pomoć od Rusije i Irana te u manjoj mjeri Kine. Zahtjeve pobunjenika za smjenom sirijske vlasti su od samog početka podržale susjedna Turska, Saudijska Arabija i zaljevske države, a potom SAD, EU i druge države zapadnog svijeta koje su protiv Sirije uvele niz političkih, diplomatskih i ekonomskih sankcija. Inicijativama tih zemalja i vlada da se sukob okonča vojnom intervencijom na strani pobunjenika se trenutno odupiru Rusija, Iran i Kina. Pretpostavlja se da je od početka sukoba u Siriji život izgubilo preko 470.000 ljudi.

## Pozadina
Sirija postaje nezavisna republika 1946. godine nakon što francuska vlast upravlja tim teritorijem. Godine 1949. dolazi do pokušaja ukupno tri puča koji su potporu pronašli u SAD-u. Nakon ustanka koji se dogodio 1954. godine, vlast je prešla iz vojne u ruke građana. Od 1958. do 1961. godine postojala je Ujedinjena Arapska Republika, odnosno država koja se sastojala od današnjeg Egipta i Sirije. Ustroj te države dovodi do pojave centralizirane predsjedničke vlasti. Novi puč sprema se 1963. godine, a na vlast dolaze sekularni socijalisti. 
U ožujku 1971. godine, Hafez al-Asad proglašava se predsjednikom Sirije i na tom mjestu ostaje sve do 2000. godine, kad je umro. Nakon smrti putem izbora je za predsjednika izabran njegov sin Bašar al-Asad u kojem je narod vidio mogućnost demokratizacije društva i puta prema sigurnosti i prosperitetu. 

### Demografija
Sirijski Arapi i 600.000 palestinskih Arapa čine ukupno 74 % populacije Sirije. Sirijski muslimani su u 74 % slučajeva suniti, a 13 % ih se deklarira kao šijiti, dok se ostali izjašnjavaju kao kršćani, Druzi, Čerkezi, itd. Sirijski kršćani pripadaju uglavnom istočnom kršćanstvu. Na sjeveru, uz granicu s Turskom, u nekoliko odvojenih enklava žive Kurdi.

### Socioekonomska pozadina
Socioekonomska nejednakost povećala se nakon što je u svojim zadnjim godinama mandata Hafez al-Asad proglasio slobodno tržište za cijeli teritorij. Država se također susreće s velikom stopom nezaposlenosti koja je trajala od 2006. do 2011. godine i rezultirala neuspješnim pučom. Sirijska ekonomija centralizira se uglavnom oko velikih gradova kao što su Alep ili Damask. Velike cijene hrane u ratu dovode određeni broj ljudi do gladi i života u nehumanim uvjetima. Nedostatak opskrbe vodom samo je jedan u nizu problema s kojima se susreće Sirija, a vodoopskrba je jedna od glavnih meta svih zaraćenih strana.

## Povijest
Nakon velikog broja uspjelih i neuspjelih pučeva kao i poraza u rat s Izraelom, u Siriji Hafez al-Asad pučem preuzima vlast 1970. godine. Nije se očekivalo, da će se dugo vremena zadržati na vlasti, a kamo li da će politički stabilizirati Siriju, vladati 30 godina i potom biti naslijeđen od sina Bašara. Nakon 35 godina relativno mirne vladavine obitelji Asad 2005. godine dolazi do početka neočekivanog hladnog rata SAD-a sa Sirijom kada George W. Bush naređuje zamrzavanje diplomatskih odnosa i počinje se financirati sirijska opozicija, dok početak stvaranja i financiranja opozicijske televizije imena Barada pada u 2009. godinu. Na jesen te godine sirijska policije je otkrila operaciju američkog unošenja novca, dok je već ranije otkrila koordiniranu organizaciju Londona i Washingtona što je sve izašlo u javnost zahvaljujući Wikileaksu, ali je u zapadnim medijima ignorirano. Na kraju pod utjecajem tih operacija i revolucija u arapskim državama tijekom zime 2010./11. dolazi do prve napukline u sirijskom političkom sustavu krajem siječnja 2011. godine. Reformističke stranke Sirije sa sjedištem u SAD, a podržanom od njega i Izraela, ne dovodi do pobune, ali svi novinari javljaju o društvenoj zaglušujućoj tišini pred eksploziju.

### SAD 2007.
Krajem 2006. godine u američkoj vladi dolazi do rasprave tko predstavlja veću opasnost za američku politiku na Bliskom Istoku. Da li su to sunitski ekstremisti koji vrše većinu napada na američku vojsku u Iraku ili Šijiti kojima "upravlja" potencijalno nuklearni Iran. Tu raspravu će na kraju dobiti saudijska politička struja pa predsjednik George W. Bush dana 10. siječnja 2007. godine drži govor u kojem kaže:Sirijski i iranski režim dopuštaju teroristima da koriste njihov teritorij za ulazak u Irak. Mi ćemo prekinuti njihovu podršku i mi ćemo uništiti mrežu koja daje napredno oružje našim neprijateljima u Iraku".
Po novinskom tekstu koji je objavio za istražiteljsko novinarstvo višestruko nagrađivani Seymour Hersh, 5. ožujka 2007. godine tijekom ranije spomenutih rasprava postignut je dogovor Saudijske Arabije i SAD-a u 4 osnovne točke:
- 1) Izraelu će biti garantirana sigurnost od strane sunitskih vlada.
- 2) Hamas će se odmaknuti od Irana i Sirije i postići dogovor s Fatahom (dogovor postignut 2011. godine)
- 3) SAD će raditi sa sunitskim narodima da zaustavi napredovanje šijita.
- 4) Saudijska Arabija će dati novac i logistiku za slabljenje sirijske vlade.

U sklopu toga sporazuma Saudijska Arabija je obećala prestanak sunitskih terorističkih napada na Amerikance riječima:
"Mi smo stvorili taj pokret i mi ga kontroliramo. Nije da mi ne želimo da salafisti bacaju bombe, nego samo da ih usmjerimo na Hezbolah, iračke šijite, Iran i Siriju ako nastavi raditi s Hezbolahom i Iranom.

### Ruska vojna intervencija
Sirija ima važan strateški značaj za Rusku Federaciju jer je to jedini bliskoistočni saveznik Rusije na čijem teritoriju ona ima vojne baze. Na poziv sirijske vlade ruska intervencija protiv Islamske države u Siriji započela je potkraj rujna 2015. godine ulaskom ruskog zrakoplovstva u tu zemlju. Mediji su javili da su u Siriju došli i ruski tenkovi, također u sklopu vojnih intervencija protiv Islamske države. Rusija je kampanju protiv Islamske države započela zračnim napadima na uporišta i baze Islamske države.
Ulaskom ruske vojske u rat sirijska vlada i njezini saveznici ostvarili su niz pobjeda, među kojima se posebno ističe oslobađanje Palmire.  Nakon toga Rusija je pokrenula inicijativu međusobnog dijeljena informacija i lokacija o ISIS-u sa SAD-om i Velikom Britanijom, što su te dvije zemlje odbile.
Uz to Rusija je u nekoliko navrata poslala humanitarnu pomoć opkoljenim gradovima u Siriji, napominjući da zapadna humanitarna pomoć nerijetko završava u rukama terorista te da se njome potajno evakuiraju ranjeni ekstremisti.
Dana 22. prosinca 2016. godine evakuacijom posljednjih civila i terorističkih boraca iz istočnog Alepa, završena je bitka za Alep. Sirijska vojska i njezini saveznici, nakon četverogodišnje i najkrvavije bitke u ratu, oslobađaju najveći sirijski grad.
Dana 25. srpnja 2017. godine američki predsjednik Donald Trump na svojem je Twitter profilu objavio da je njegova administracija stopirala CIA-in program financiranja i obučavanja sirijskih pobunjenika.
Dne 5. rujna 2017. godine sirijska vojska i njezini saveznici su razbili 28-mjesečnu opsadu Deir ez-Zora. Grad su u okruženju držali teroristi ISIL-a, a četiri dana poslije i opsadu aerodroma u Deir ez-Zoru, koji je bio u okruženju devet mjeseci.
U proljeće 2018. godine sirijska vojska i njezini saveznici su dvama velikim ofenzivama na Istočnu Gutu i ISIL-ov džep na jugu Damaska te evakuacijom pobunjenika s područja Istočnog Kalamuna, stavili cijelo područje oko glavnog grada pod vladinu kontrolu nakon šest godina rata.
Dana 6. srpnja 2018. godine, u sklopu ofenzive pokrenute na jugu zemlje, vladine snage su munjevitim napredovanjem oslobodili istočni dio pobunjeničke enklave te su zauzeli granični prijelaz Nasib i prvi put od početka rata su osigurali granicu s Jordanom. Samo pet dana poslije, predajom pobunjenika, oslobođen je grad Daraa, grad u kojem je počela revolucija koja je dovela do rata u Siriji. Nakon nešto više od mjesec dana borbi, predajom ISIL-ovih boraca u dolini Jarmuk, oslobođen je cijeli jug Sirije.
Dana 19. studenog 2018. godine, nakon više od tri mjeseca borbi s ISIL-om, sirijska vojska je uspjela osloboditi vulkansko područje As-Safa čime je vlada, prvi put od početka rata 2011. godine, stavila pod svoju kontrolu čitavi jug Sirije.
Tijekom 2019. i početkom 2020., sirijska vojska kroz niz operacija zauzima sve veći dio terotorija oko grada Idliba. U ožujku 2020., nakon što je sirijska vojska pod svoj nadzor stavila autocestu M5 (Hama-Alep), pod nadzorom pobunjenika bilo je samo oko 50 % teritorija pokrajine Idlib. Pobunjenici su vratili dio teritorija tijekom ofenzive krajem 2024.